# キャラフレ
『キャラフレ』（Charafre）は、エイプリル・データ・デザインズが開発・提供するブラウザゲーム。2010年5月26日にβテストが開始され、同年5月29日に正式サービスが開始された。基本プレイは無料（アイテム課金制）。

## ゲーム概要
架空の町・翔栄町にある高校『翔愛学園高等部』の生徒となり、学園生活を送る多人数参加型のアドベンチャーゲーム。プレイする上での目的や目標は特になく、授業や部活動、アルバイトなどプレイヤーが好きなように行動出来る。また、iPhoneやiPadなどのFlashが使えないデバイスでもプレイできるよう、サービス開始当初よりAjaxで製作されている。

## ゲームの流れ
アバターの作成
まず、性別を決定する。そして、身長や肌の色、目の大きさと色を決めた後、髪型や髪の色を決定することで初期のアバターが完成する。なお、髪型や衣装、体型などは後からアイテムで変えることが出来るが、性別を後から変えることは出来ない。
すごろく
一般教室での授業、部活の他、ファストフードでプレイすることが出来る。いずれも、『Work』のアイコンを押してランダムに移動量が決められた後、マスに止まることでイベントが発生する。尚、青いマスは羽2枚、黄色のマスは羽1枚貰え、体力が減ることはないが、赤いマスに入ると羽が1枚手に入るが体力が減る。
一般教室
時間制限のない3択クイズ形式で国語・数学・理科・社会・英語・美術・音楽・体育の8科目の授業を受けられる他、専用のアイテムで掃除をすることが出来る。なお、教室があまりにも汚いと授業を受けることができない。（その場合、宮下教諭から掃除用具を手渡されることがある。）また、期末試験中や修学旅行、夏休みなどの間は通常の授業を受けることは出来ない。
特進教室
授業開始時刻まで滞在すると、特進授業に参加することが出来る。授業は時間制限のある3択クイズ形式で一般教室と同じ8科目が15分周期で24時間受講され、1回あたり10問の問題をこなすことになる。プレイヤーはこれらの問題を解答しながら、羽を増やす他、ノルマを　達成することでランクを上げていくことになる。尚、期末試験中ならびに修学旅行、学園祭の間は集計は行われない。
頼まれごと
一定の場所に決まった時間で行くと、学校の職員の方々や生徒会の方々によって頼まれごとが発生する。時期限定の頼まれ事もある。頼まれごとをクリアすると羽がもらえる。また、ストーリーが進み、頼まれごとが進む。
アルバイト
ファストフードや多目的ホール、和style.cafe（なごみ）で行える。尚、アルバイトを始めるにはアルバイト許可証が必要。アルバイト許可証はある頼み事をクリアしたら入手できる。またファストフード以外ではすごろく形式ではなく○△×で結果が表示される。
期末試験
各学期末に行われるテストで、時間制限のある○×クイズを1回につき、10問受講することになる。一定の条件を満たせば、学期の始めに進級可能になる。尚、通常の授業と違い、誤答しても教師がヒントを言うことはない。

## 年間行事
皐月祭
5月に行われる学園祭。限定アイテムの販売や配布、部活や同好会、サークルによる出展が行われる。尚、これと前後して、限定Tシャツが購買で販売される。
修学旅行
9月下旬に行われる。現実のそれとは違い、全生徒が参加する行事となっている。
体育祭
10月上旬に開催。鉢巻の色によって分けられた5つのチームによって、運動場や体育館で行われるミニゲームの合計得点を競う。
ハロウィン
10月中旬にゲームセンターで行われる。内容はノルマを達成することでアイテムが手に入るミニゲームで、開始日にゲームをプレイするために必要なチケットが配布される。
翔愛祭
11月に行われる学園祭。基本的には皐月祭と変わらないが、Tシャツではなくトレーナーが販売される。
クリスマスイベント
12月上旬から25日まで開催。上旬からはクリスマスツリー作りが、中旬からは限定アイテムを入手出来るミニゲームと靴下の販売が行われる。
マラソン大会
1月上旬に開催。冒頭に指定されたコースを巡り、天使像に帰るミニゲームで、初回限定でTシャツなどのファッション系アイテム、2回め以降は回復アイテムが手に入る。
卒業旅行
3月中旬に開催。半月間、2年半前の修学旅行先に再び行けるようになるが、救護室などは使えない。

## 登場人物

### 教職員
福之神 ゑび蔵（ふくのかみ えびぞう）
理事長。物知りだが、ついつい長話をする癖がある。翔愛町周囲の山林一体を持つ資産家であり、翔愛学園の前身・翔愛高校のOBでもある。
西園寺 伊吹（さいおんじ いぶき）
社会担当。スタイル抜群で上品な女性だが、実は元ヤンキー。柏木に惚れている。
宮下 楓（みやした かえで）
語学（国語・英語）担当。数多くの国の言葉を使いこなせる才媛。柏木から惚れられているが、脳筋は好みではないからという理由で全く相手にしていない。
柏木 寅梧郎（かしわぎ とらごろう）
体育兼生活指導。猪突猛進な熱血漢で、宮下に惚れている。Season2までは彼に外出許可証を見せないと、外に出ることが出来なかった。
夕凪 桜（ゆうなぎ さくら）
芸術（美術・音楽）担当。おっとりした性格の持ち主で、毎日のように物思いにふけっている。実は美容師の免許を持って折り、お呼びがかかれば髪型や髪の色を変えてくれる。
山木 達矢（やまき たつや）
理数（理科・数学）担当。穏やかな性格で、外で植物などを観察するのが趣味。
玉野 みるく（たまの みるく）
購買のお姉さんで元は孤児院のメイドが飼っていた子猫だった。飼い主が亡くなった後、天使の力で人間に転生し、そのまま翔愛学園の職員になった。
高原 麻友香（たかはら まゆか）
Season1.2.4の事務員で、全生徒の名前を顔を覚えている。趣味はコスプレ。
小早川 結衣（こばやかわ ゆい）
養護教諭で、生徒に触るのが好き。裏庭で薬草の世話をするのが日課。
椎名 美咲（しいな みさき）
学園専任の調理師。新しいレシピを日々考えているが、時々変わった材料を入れたがる。小早川と仲が良い。

### Season1の生徒会役員
五十嵐 飛鳥（いがらし あすか）
生徒会長。普段はきつい性格だが本当は優しい。外交関係の仕事をしていた両親を喪い途方に暮れていたが、遠縁のゑび蔵と出会い、翔愛学園の設立に尽力した。子供っぽい見た目を気にしている。Season3では事務員として学園の仕事をしている。
筒井 誠司（つつい せいじ）
副会長にして生徒会影の実力者。生真面目な性格で融通が利かない。オカルト的なものが嫌いだが、実はミカちゃんの姿は見えていた。実家は履物屋。
高峰 静（たかみね せい）
書記。物静かな性格だが、オカルトに詳しく、何も言わないミカちゃんが何を言っているかを感じ取れる。
夏樹 啓太郎（なつき けいたろう）
書記。ナンパが好きで不真面目なことから五十嵐からよく注意を受けている。Season2では過去の不真面目さが一転、真面目で頼れる性格に変わった。
辻蔵 弥生（つじくら やよい）
会計。明るい性格の持ち主で、失敗しても悔やんだりすることがない。食べることが好きで、学園の近所に新しいお店が出来るとつい行ってしまう。過去に、みうという猫を飼っていたが、入学後まもなく死別している。実家はブティック。
茅野 瑞希（かやの みずき）
会計担当。真面目で優しい性格の努力家だが、どこか抜けており、事あるごとに落ち込んでしまいがち。実家は園芸店。

### Season2の生徒会役員
早川 祐希（はやかわ ゆうき）
生徒会長で旧姓は三上。幼くしてえび蔵の営む孤児院に保護された。不遇な幼少期を過ごしていたことも会ってか、以前はひねくれていたが、五十嵐に感化されて素直で真面目な性格になった。
如月 アリサ（きさらぎ ありさ）
副会長で、ノルウェー人の母を持つ少女。おっとりしていて天然ボケ。夏樹が中学生だった頃に付き合っていた恋人に似ている。
加嶋 沙耶（かしま さや）
書記担当の女子。関西出身で、お笑いと粉ものが好きなおばあちゃん子。
天童 まひる（てんどう まひる）
会計担当。走るのが好きで、暇さえあればいつも校庭を走っている。女子の制服を着ていたが、実は男子で、卒業式の日には男子の制服を着ていた。
星野 博人（ほしの ひろと）
会計担当。読書が好きで小説を書くのが好きだが、人付き合いは苦手。自分を変えるため、翔愛学園に入学した。

### Season3の生徒会役員
上條 彩実（かみじょう あやみ）
上條光太郎の養女で、明るく頭の回転が早い女の子。夫の家庭内暴力に耐えかねた実母によって、えび蔵の営む孤児院に預けられた。Season3では初代生徒会長の五十嵐に推薦され、生徒会長になる。
夢園 せいら（ゆめぞの せいら）
学園の近くにある教会で見習いシスターをしていた少女で、おっとりした性格の持ち主。Season2までは教会の前で髪飾りなどをプレゼントしていたが、Season3で生徒会副会長になってからは配らなくなった。
大友 烈（おおとも れつ）
書記担当。特撮ヒーローに憧れる猪突猛進な熱血少年。関西弁で話す。
多喜 亮平（たき りょうへい）
会計担当。人付き合いが苦手でいつもスマートフォンを持っている。大友からはマイペースだと思われている。

### カレッジの教授
ミソラレミ
シナリオ担当。不定期でワークショップを開いている。
サワグチカズヒコ
音楽担当。モデルになった人物についてはこちらを参照のこと。
夏宮 ゆず（なつみや ゆず）
イラスト担当。現時点ではまだ、ワークショップを開いていない。

### その他の人物
綾小路 乃枝琉（あやのこうじ のえる）
放送部員。イギリス帰りのボーイッシュな少女で、古風な口調で喋る。卒業後は父の営むレストランで修行に励んでいる。
ミカちゃん
学園の守護天使。Season1では乳児のような見た目で喋ることが出来なかったが、Season2以降は成長して言葉を喋れるようになった。
黒川 美月（くろかわ みつき）
男子寮の管理人。おっとりした雰囲気だが、芯が強い性格。
大滝 千夏（おおつぼ ちなつ）
女子寮の管理人で、サバサバとした性格の女性。黒川とは幼馴染。
上條 光太郎（かみじょう こうたろう）
学園の近くでカフェ兼雑貨屋『天使のとまり木』を営む男性。一人娘の優奈を事故で喪っている。
上條 優奈（かみじょう ゆな）
光太郎の実娘。事故でこの世を去ったが、学園の敷地内にある大樹を通して、彩実の成長を見守っていた。
みう
辻蔵が飼っていた猫。彼女が入学する前に亡くなってしまったが、少女の姿でお別れを言いに来た。
夢園 みさ（ゆめぞの みさ）
学園の近くにある教会のシスターで、穏やかの性格の女性。せいらの養母でもある。話すと、恋人の縁組みをしてくれる他、縁切りをしてくれる。
四ツ柳 嘉ノ守（よつやなぎ よしのかみ）
神社の宮司で恐妻家。みさと同じく、話すと恋人の縁組と縁切りをしてくれる。
御堂 紗枝（みどう さえ）
千穂のことが大好きで、いつかは親友になろうと考えている少女。しかし彼女の前では緊張して声を出せないでいる。
神宮寺 千穂（じんぐうじ ちほ）
神社の巫女で、来た人におみくじを配っている。えび蔵のクラスメートだったが、病気で亡くなってしまい、少女の姿のまま幽霊になった。Season3以降は生徒として、学園に通っている。
秋山 郁美（あきやま いくみ）
ステーションビル内にあるクリニックで看護師をしている女性。高等部に籍を置いていなくても体力を回復してくれる。

## 用語
羽
プレイヤーが授業やアルバイト、会話などで得られるもので、どこからともなく降ってくる。部活・同好会の新規作成やツイッターとの連動にはある程度の枚数が必要。
チケット
作中における架空の通貨で、無料アイテムの購入に使われる。下校時に稼いだ羽の枚数に応じて得られる他、コインのチャージによっても得られる。

### 補足
1. ↑  女子アバターに限り、胸のサイズの設定項目がある。また、目の大きさによって、初期の輪郭も決まる。
2. ↑  3年生に限り、3学期終了後に卒業出来る。
3. ↑  特に後者は荒らし対策が理由。
4. ↑  稼いだ羽の2倍。ただし、下一桁は反映されない。